# Кавалерственная дама
Кавале́рственная да́ма — название, присвоенное дамам, пожалованным орденом Святой Екатерины малого креста.
В западноевропейских государствах кавалерственными назывались дамы, пожалованные дамскими орденами.
При пожаловании орденом Святой Екатерины каждая кавалерственная дама вносила на богоугодные заведения 250 рублей. Каждая кавалерственная дама могла представить воспитанницу дворянского происхождения для приёма в Училище ордена Святой Екатерины.

## Обязанности кавалерственной дамы
1. Ежедневно «благодарить Бога за милостивые освобождения, дарованные императору Петру Великому»;
2. Ежедневно молить о здравии и благоденствии царствующего императора и всей Императорской фамилии;
3. Каждый воскресный день с этой же целью троекратно произносить молитву Господню;
4. Трудиться об обращении «добродетельными способами и увещаниями, но отнюдь не каким-либо угрожением или понуждениями»  нескольких неверных к православию;
5. Освободить хотя бы одного христианина из варварского плена.